# 会社法施行規則
会社法施行規則 (かいしゃほうしこうきそく、平成18年2月7日法務省令第12号) は、会社法の細則を定める法務省令である。商法施行規則の後継だが、会社法施行後も商法施行規則は現存する。
会社法関係の法務省令には、本規則の他に、会社計算規則と電子公告規則がある。本規則は、開示すべき情報 (117 - 128条) など、計算と電子公告以外に関することを定める。